# 麦考密克天文台

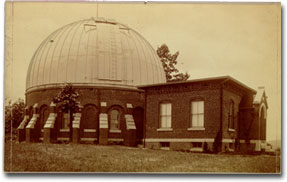
1890年的天文台

利安德·麦考密克天文台（Leander McCormick Observatory）是美国弗吉尼亚大学天文学系运营的一座天文台，位于美国弗吉尼亚州夏洛蒂鎮外的杰斐逊山（Mount Jefferson）山顶。其名来自天文台投资人利安德·麦考密克（Leander J. McCormick；1819–1900）。